# Jiří Malý (politik)
Jiří Malý (13. března 1921 – 4. dubna 2014) byl český a československý politik Komunistické strany Československa a poslanec České národní rady a Sněmovny národů Federálního shromáždění za normalizace.

## Biografie
K roku 1969 se uvádí bytem Chomutov, původní profesí dělník. Měl základní školní vzdělání. Pracoval jako dělník na dole Merkur v Tušimicích, kde vedl brigádu socialistické práce. Byl funkcionářem ROH. V letech 1953–1964 zasedal v Krajském národním výboru.
Po provedení federalizace Československa usedl v lednu 1969 i do Sněmovny národů Federálního shromáždění. Do federálního parlamentu ho nominovala Česká národní rada. Ve FS setrval do konce funkčního období, tedy do voleb roku 1971. Dlouhodobě zasedal v České národní radě. V ní obhájil mandát ve volbách roku 1971 a setrval zde až do konce funkčního období, tedy do voleb roku 1976.